# Eucalyptus mckieana
Eucalyptus mckieana är en myrtenväxtart som beskrevs av William Faris Blakely. Eucalyptus mckieana ingår i släktet Eucalyptus och familjen myrtenväxter. Inga underarter finns listade i Catalogue of Life.